# Équipe cycliste Aviludo-Louletano-Loulé
L'équipe cycliste Aviludo-Louletano-Loulé est une équipe cycliste portugaise participant aux circuits continentaux de cyclisme et en particulier l'UCI Europe Tour. Elle existe depuis 1982 sous divers noms.

## Dopage
En juillet 2018, l'Agence espagnole pour la protection de la santé dans le sport suspend provisoirement Vicente García de Mateos en raison d'irrégularités dans son passeport biologique. Mais la Cour d'arbitrage espagnole annule cette suspension et lui permet de courir. En août, il s'illustre en remportant trois étapes du Tour du Portugal et en se classant troisième du général, ce qui entraîne une controverse auprès des suiveurs.

## Principales victoires

### Courses d'un jour
- Subida al Naranco : Santiago Pérez (2010)
- Classica Aldeias do Xisto : Vicente García de Mateos (2017)

### Courses par étapes
- Tour d'Estrémadure : Nuno Marta (2007)
- Trophée Joaquim-Agostinho : João Benta (2015)
- Tour de l'Alentejo : Luís Mendonça (2018)

### Championnats nationaux
- Championnats du Portugal sur route : 1
  - Course en ligne espoirs : 2013 (Victor Valinho)
- Championnats de Russie sur route : 1
  - Course en ligne : 2020 (Sergey Shilov)

## Classements UCI
Jusqu'en 1998, les équipes cyclistes sont classées par l'UCI dans une division unique. En 1999 le classement UCI par équipes est divisé entre GSI, GSII et GSIII. En 2004, l'équipe est classée parmi les Groupes Sportifs III (GSIII), la troisième division des équipes cyclistes professionnelles. Les classements donnés ci-dessous sont ceux de la formation en fin de saison.
| Saison | Classement par équipes | Meilleur coureur au classement individuel |
| ------ | ---------------------- | ----------------------------------------- |
| 2004   | 64e (GSIII)            | Ramón Zaragoza (327e)                     |

Depuis 2005, l'équipe participe aux épreuves des circuits continentaux et en particulier de l'UCI Europe Tour. Les tableaux ci-dessous présentent les classements de l'équipe sur les différents circuits, ainsi que son meilleur coureur au classement individuel.
UCI Africa Tour
| UCI Africa Tour | UCI Africa Tour        | UCI Africa Tour                           | UCI Africa Tour |
| Année           | Classement par équipes | Meilleur coureur au classement individuel |                 |
| --------------- | ---------------------- | ----------------------------------------- | --------------- |
| 2009            | -                      | Pedro Lopes (103e)                        |                 |
|                 |                        |                                           |                 |
| Source : UCI    |                        |                                           |                 |

UCI America Tour
| UCI America Tour | UCI America Tour       | UCI America Tour                          | UCI America Tour |
| Année            | Classement par équipes | Meilleur coureur au classement individuel |                  |
| ---------------- | ---------------------- | ----------------------------------------- | ---------------- |
| 2013             | 27e                    | Carlos Oyarzún (97e)                      |                  |
| 2021             | -                      | Carlos Oyarzún (258e)                     |                  |
|                  |                        |                                           |                  |
| Source : UCI     |                        |                                           |                  |

UCI Asia Tour
| UCI Asia Tour | UCI Asia Tour          | UCI Asia Tour                             | UCI Asia Tour |
| Année         | Classement par équipes | Meilleur coureur au classement individuel |               |
| ------------- | ---------------------- | ----------------------------------------- | ------------- |
| 2014          | 83e                    | Vicente García de Mateos (427e)           |               |
|               |                        |                                           |               |
| Source : UCI  |                        |                                           |               |

UCI Europe Tour
| UCI Europe Tour | UCI Europe Tour        | UCI Europe Tour                           | UCI Europe Tour |
| Année           | Classement par équipes | Meilleur coureur au classement individuel |                 |
| --------------- | ---------------------- | ----------------------------------------- | --------------- |
| 2005            | 90e                    | César Quiterio (235e)                     |                 |
| 2006            | 77e                    | César Quiterio (312e)                     |                 |
| 2007            | 56e                    | André Moreira (43e)                       |                 |
| 2008            | 85e                    | Pablo de Pedro (310e)                     |                 |
| 2009            | 65e                    | João Cabreira (235e)                      |                 |
| 2010            | 41e                    | Constantino Zaballa (91e)                 |                 |
| 2013            | 94e                    | Carlos Oyarzún (481e)                     |                 |
| 2014            | 92e                    | Vicente García de Mateos (426e)           |                 |
| 2015            | 62e                    | João Benta (255e)                         |                 |
| 2016            | 73e                    | Vicente García de Mateos (308e)           |                 |
| 2017            | 64e                    | Vicente García de Mateos (106e)           |                 |
| 2018            | 55e                    | Luís Mendonça (284e)                      |                 |
| 2019            | 82e                    | Vicente García de Mateos (368e)           |                 |
| 2020            | 45e                    | Sergey Shilov (242e)                      |                 |
| 2021            | 91e                    | Jesús del Pino (1561e)                    |                 |
| 2022            | 95e                    | Jesús del Pino (848e)                     |                 |
| 2023            | 95e                    | -                                         |                 |
|                 |                        |                                           |                 |
| Source : UCI    |                        |                                           |                 |

L'équipe est également classée au Classement mondial UCI qui prend en compte toutes les épreuves UCI et concerne toutes les équipes UCI.
| Classement mondial | Classement mondial     | Classement mondial                        | Classement mondial |
| Année              | Classement par équipes | Meilleur coureur au classement individuel |                    |
| ------------------ | ---------------------- | ----------------------------------------- | ------------------ |
| 2016               | -                      | Vicente García de Mateos (530e)           |                    |
| 2017               | -                      | Vicente García de Mateos (248e)           |                    |
| 2018               | -                      | Luís Mendonça (494e)                      |                    |
| 2019               | 143e                   | Vicente García de Mateos (478e)           |                    |
| 2020               | 75e                    | Sergey Shilov (294e)                      |                    |
| 2021               | 154e                   | Carlos Oyarzún (1607e)                    |                    |
| 2022               | 166e                   | Jesús del Pino (1211e)                    |                    |
| 2023               | 182e                   | Jesús del Pino (1693e)                    |                    |
| 2024               | 171e                   | Jesús del Pino (1368e)                    |                    |
|                    |                        |                                           |                    |
| Source : UCI       |                        |                                           |                    |

## Aviludo-Louletano-Loulé Concelho en 2022
| Cycliste                 | Date de naissance | Nationalité | Équipe 2021              |  |
| ------------------------ | ----------------- | ----------- | ------------------------ |  |
| Tomás Contte             | 1er août 1998     | Argentine   | Louletano-Loulé Concelho |  |
| Nahuel Omar D'Aquila     | 21 février 1998   | Argentine   |                          |  |
| Jesús del Pino           | 9 septembre 1990  | Espagne     | Louletano-Loulé Concelho |  |
| André Evangelista        | 31 janvier 1996   | Portugal    | Louletano-Loulé Concelho |  |
| Vicente García de Mateos | 19 septembre 1988 | Espagne     | Antarte-Feirense         |  |
| Nuno Meireles            | 13 août 1991      | Portugal    | Louletano-Loulé Concelho |  |
| José Mendes              | 24 avril 1985     | Portugal    | W52-FC Porto             |  |
| Carlos Iván Oyarzún      | 26 octobre 1981   | Chili       | Louletano-Loulé Concelho |  |
| Márcio Peralta           | 22 août 2000      | Portugal    |                          |  |
| Rui Emanuel Rodrigues    | 15 janvier 1992   | Portugal    | Louletano-Loulé Concelho |  |